# 乐大心
乐大心（？—？），子姓，乐氏，是春秋时期宋国的卿（右师）。号称桐门右师。
前535年，郑国子产为丰施把州地的土田归还给晋国韩宣子韩起。韩宣子占有州地感到惭愧，用州地跟乐大心交换了原县。
前521年宋国华氏、向氏之乱。五月十四日，张匄杀死华多僚，劫持了司马华费遂叛乱，召集逃亡的人。五月二十日，华氏、向氏回来，乐大心等人在横地抵御。前520年二月廿一日，宋国的华亥、向宁、华定逃亡楚国，宋元公派公孙忌做大司马，边卬做大司徒，乐祁做司城，仲几做左师，乐大心做右师，乐挽做大司寇，来安定国人。
前517年，鲁国叔孙婼到宋国聘问。乐大心在交谈中表示看不起宋国其他大夫，轻视司城乐祁。叔孙婼对属下说：“右师怕要逃亡了！君子尊重自己，而后能及于他人，因此有礼。现在右师对自己国家的大夫和宗族都不尊重，这是轻视自己，能有礼吗？无礼必定逃亡。”夏，鲁国叔诣和晋国赵鞅、宋国乐大心、卫国北宫喜、郑国游吉、曹国人、邾国人、滕国人、薛国人、小邾国人为了商量安定王室，在黄父相会，这是。赵鞅令诸侯大夫为周敬王输送粮食、准备戍守将士：“明年要送天子回去。”乐大心说：“我们不给天子送粮食，我们是周朝的客人，为什么要让客人送粮食？”晋国士弥牟说，从践土结盟以来，历次会盟宋国都表示一起为王室操心。乐大心不敢回答，接受简札后退出去。士弥牟对赵鞅说：“宋国右师必然逃亡。奉国君之令出使，而想背弃盟约、触犯盟主，没有比这再大的不吉祥了。” 
前501年春季，宋景公派乐大心到晋国结盟，迎接乐祁的灵柩。乐大心假装有病推辞，于是就派向巢去。乐祁的儿子子明要乐大心出国迎接，谴责他敲钟作乐。乐大心对别人说子明自己穿着丧服却生了孩子。子明大怒，对宋景公说乐大心没病装病、不肯去晋国，要准备发动叛乱。于是宋国就驱逐了乐大心。前500年，乐大心出奔曹国。由于宋景公宠信向魋，前499年春季，宋景公母弟辰和仲佗、公子地进入萧地而叛变。秋季，乐大心跟着叛变。